# Franc Lah
Franc Lah, slovenski podobar, * 3. december 1816, Vrhnika, † 14. oktober 1890, Mengeš.
Lah je med drugim napravil dva oltarja za cerkvico sv. Lenarta na Vrhniki, dva stranska oltarja za cerkev sv. Mihaela v Mengšu. Manjši hišni oltarček v slogu velikega oltarja v Mengšu za kaplana Ivana Veiderja, ki je hranil tudi vso drugo Lahovo umetniško zapuščino, namreč zbirko risb 12 apostolov v velikosti razglednic, nekaj lepo s tušem risanih Marij, več osnutkov oltarjev, kipov in božjih grobov, ki kažejo na to, da je Lah izdelal več takšnih ali podobnih del v okolici Mengša in Vrhnike. Poskušal pa se je tudi v slikarstvu. Ohranjen je lep akvarel Marijinega oznanjenja, nekaj poskusov drugih slik in odlična perorisba, verjetno osnutek za poslikavo neke cerkvene kupole.